# Jolanta Szempruch
Jolanta Szempruch – polska pedagog, profesor nauk społecznych. Specjalizuje się w pedagogice ogólnej, pedeutologii, pedagogice wczesnoszkolnej oraz dydaktyce. Prorektor ds. Nauki i Współpracy Międzynarodowej Uniwersytetu Rzeszowskiego.
W 1987 ukończyła studia pedagogiczne w Wyższej Szkole Pedagogicznej w Rzeszowie. Stopień doktora uzyskała w 1996 na podstawie pracy pt. Wpływ elementarnej umiejętności czytania na osiągnięcia w nauce uczniów klas pierwszych szkół wiejskich (promotorką była Janina Szymkat). Habilitowała się w 2002 na podstawie oceny dorobku naukowego i rozprawy pt. Pedagogiczne kształcenie nauczycieli wobec reformy edukacji narodowej w Polsce. 30 grudnia 2015 decyzją prezydenta RP otrzymała tytuł profesora nauk społecznych.
Profesor w Instytucie Nauk Socjologicznych Wydziału Nauk Społecznych Uniwersytetu Rzeszowskiego (wcześniej Kolegium Nauk Społecznych Uniwersytetu Rzeszowskiego, gdzie pełni funkcję kierownika Zakładu Socjologii Edukacji. Od 1 września 2024 do 31 grudnia 2024 prorektor ds. Kolegium Nauk Społecznych UR. Od 1 stycznia 2025 Prorektor ds. Nauki i Współpracy Międzynarodowej Uniwersytetu Rzeszowskiego.
Jej zainteresowania badawcze obejmują takie zagadnienia jak: socjologia edukacji (zmiana społeczna, zmiana edukacyjna, polityka społeczna i oświatowa); pedagogika (pedeutologia, teoria szkoły, pedagogika społeczna, pedagogika wczesnoszkolna).
Członkini Komitetu Nauk Pedagogicznych Polska Akademia Nauk (przewodnicząca Sekcji Pedeutologii), Polskiego Towarzystwa Pedagogicznego, Polskiego Towarzystwa Socjologicznego, Polskiego Towarzystwa Polityki Społecznej, Kieleckiego Towarzystwa Naukowego i Polskiego Stowarzyszenia Nauczycieli Twórczych.

## Odznaczenia
- Srebrny Krzyż Zasługi „za wzorowe, wyjątkowo sumienne wykonywanie obowiązków wynikających z pracy zawodowej” (2002)[9]
- Medal Komisji Edukacji Narodowej (2008)[8]
- Złoty Krzyż Zasługi „za zasługi w działalności na rzecz rozwoju nauki” (2016)[10]